# Georg Graf von Arco
Georg Graf von Arco (Groß Gorschütz, 30 agosto 1869 – Berlino, 5 maggio 1940) è stato un fisico e imprenditore tedesco.

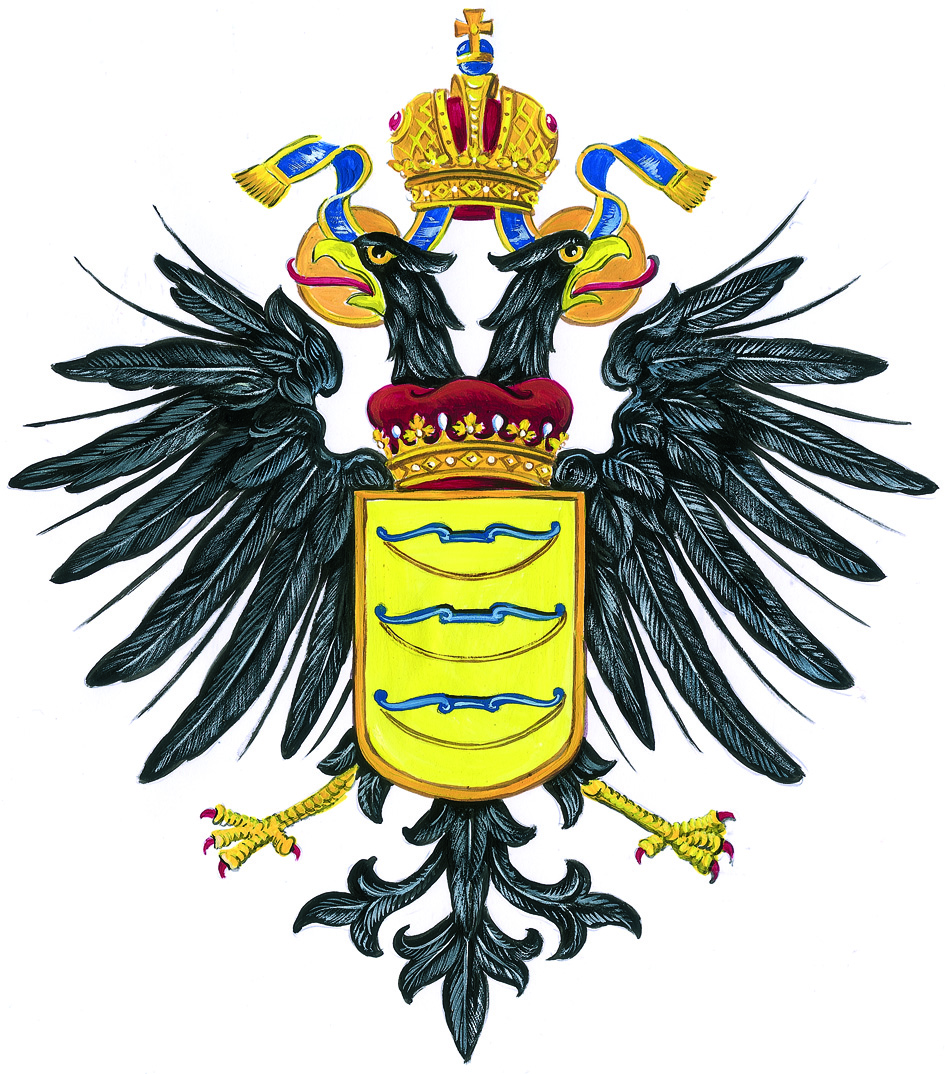
Stemma D'Arco

Aristocratico appartenente all'antica famiglia dei conti D'Arco, cofondatore della società radioelettrica Telefunken, nata il 27 maggio 1903 con la designazione Gesellschaft für drahtlose Telegraphie, ne fu direttore dal 1905 al 1930.

## Biografia
Fino al 1930 von Arco fu un dirigente della società per le sue conoscenze in ambito scientifico-tecnico nei trasmettitori. Con il suo insegnante Adolf Slaby fu uno dei sviluppatori di sistemi in alta frequenza in Germania. Fu un sostenitore del Monismo e pacifista. Nel 1921/1922 fu presidente del Deutscher Monistenbund.